# Lambertocyon
Lambertocyon es un género extinto de condilartro que vivión en América del Norte. Se conocen tres especies, haciendo su última aparición en el Paleoceno superior.